# Tim Kunes
Tim Kunes, född 12 februari 1987 i Huntington, New York, är en amerikansk före detta professionell ishockeyback.